# 뉴버스

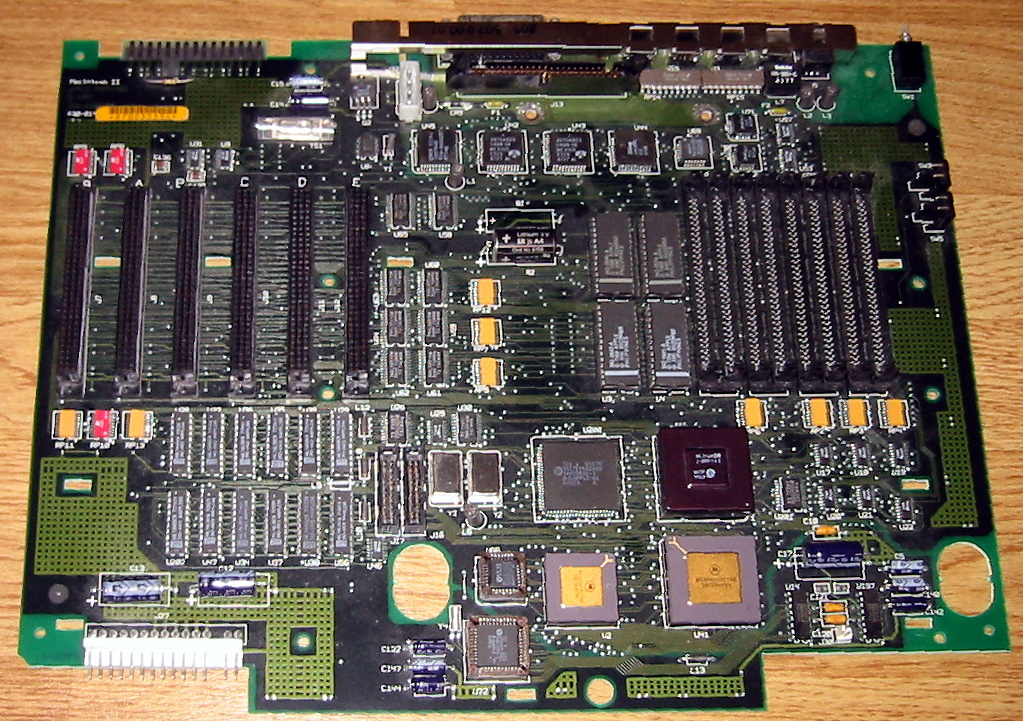
왼쪽에 6개의 뉴버스 슬롯이 보이는 매킨토시 II 메인보드.

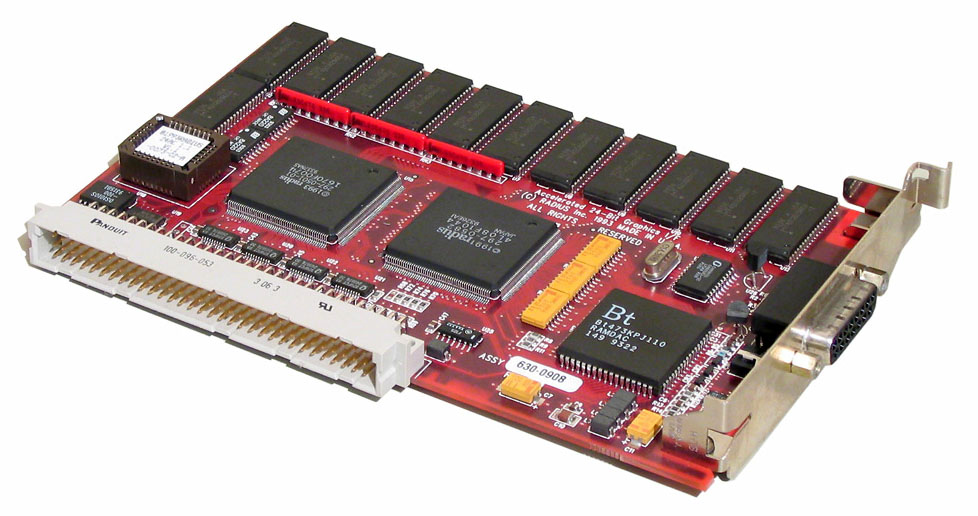
뉴버스 그래픽 카드의 예. Radius PrecisionColor Pro 8/24xj. 최대 7인치의 절반 길이의 카드. 풀 사이즈의 뉴버스의 최대 길이는 12인치이다.

뉴버스(NuBus)는 32비트 병렬 컴퓨터 버스로서, 원래 MIT에서 개발되었다가 1987년 뉴머신(NuMachine) 워크스테이션 프로젝트의 일부로 표준화되었다.  최초의 완전한 뉴버스 구현체는 웨스턴 디지털의 뉴머신(NuMachine), 그리고 리스프 머신의 LMI 람다를 통해 완수되었다. 뉴버스는 나중에 텍사스 인스트루먼트(익스플로러)의 리스프 제품들에 통합되었으며 애플과 NeXT의 주요 확장 카드로 사용되었다. 현재는 임베디드 시장 외에는 더 이상 널리 사용되지 않고 있다.

## 같이 보기
- 아미가 조로 II  (아미가 오토콘피그 버스)
- ISA 버스  (ISA)
- EISA (EISA)
- 마이크로 채널 아키텍처 (MCA)
- VESA 로컬 버스 (VESA)
- PCI 버스
- 가속 그래픽 포트 (AGP)
- PCI 익스프레스 (PCIe)
- 장치 대역폭 목록